# علم أنغويلا

علم أنغويلا

علم حاكم أنغويلا

أعتمد علم أنغويلا في 30 أيار - مايو من سنة 1990.

## أعلام سابقة

علم أنغويلا مابين عامي 23 تموز إلى 29 أيلول من سنة 1967 .
علم أنغويلا مابين عامي 1967 - 1980 .